# باري حبيب
باري حبيب (بالإنجليزية: Barry Habib)‏ هو شخصية أعمال أمريكي، ولد في 15 يناير 1960 في بروكلين في الولايات المتحدة.

## وصلات خارجية
- باري حبيب على موقع IMDb (الإنجليزية)
- باري حبيب على موقع قاعدة بيانات الفيلم (الإنجليزية)